# Phenacisma peltata
Phenacisma peltata är en kackerlacksart som beskrevs av Karsch 1896. Phenacisma peltata ingår i släktet Phenacisma och familjen jättekackerlackor.
Artens utbredningsområde är Kenya. Inga underarter finns listade i Catalogue of Life.